# コラシン
コラシン（モンテネグロ語・セルビア語: Kolašin/Колашин）はモンテネグロ北部の町および基礎自治体で、2003年現在の人口は市街で2,989人、基礎自治体全体で9,949人であった。コラシンは非公式ながらモラチャ地方の中心都市である。

## 歴史
コラシンは要塞集落で、17世紀半ばオスマン帝国によりニクシッチナヒヤ（nahiye）の村として発展した。コラシンの名称はミロシュ大公が亡くなりその息子トドールに引き継がれたことが、スルタンの布告に1565年に言及されている。トルコ化される以前の村の名称もコラシンで、その名が引き継がれた。1651年、ガヴリロ大主教はザフムスコ教区、ニクシッチ教区、プラナ、コラシノヴィチェヴス、モラチャをオストログの聖バシル(Свети Василије Острошки)に割り当てた。1667年からのある文書ではコラシン周辺の正教の住民はコラシノヴィッチ(Kolašinovići)と呼ばれ、組織化され尊重されていた。Kolašinovićと付く名字は歴史的な資料からこのことと関連している。地名となっているコラシンもこれと関連していると考えられ、名称の起源は明らかでないがコラシンの集落を成立させたスラヴ人君主コラシン公にちなむと考えられ、口承伝承などで受け継がれ影響をが与えられていた。
ベルリン会議により1878年にコラシンは正式にモンテネグロの一部となった。ベルリン会議以前にオスマンとモンテネグロとの間では激しい戦いが行われていた。モンテネグロ公国に移行後、モンテネグロ王国を経て第一次世界大戦後、ユーゴスラビア王国の一部となる。ベルリン会議後、モンテネグル人民軍が創設され1916年に起こったモイコヴァツの戦いではオーストリア＝ハンガリー帝国の軍を破っている。第二次世界大戦ではコラシン周辺は再び困難な状況に見舞われ破壊され人的にも大きな損害を被った。1943年9月15日と9月16日に「モンテネグロとボカの国家反ファシスト委員会」の最初の会議がコラシンで開かれ544人の代議員がモンテネグロ中の地域から参加しモンテネグロの再建策などが話し合われた。戦時中、コラシンは重要な都市となり1941年から1944年にかけてはドイツやイタリアから18回も爆撃を受け、最終的に1944年12月29日に町はモンテネグロの軍隊により解放された。

## 人口・民族構成
- コラシン市街
  - 1981年3月3日 - 2,439人
  - 1991年3月3日 - 2,807人
  - 2003年9月1日 - 2,989人

- 民族構成（1991年）
  - モンテネグロ人 - 93.16%
  - セルビア人 - 4.34%

- 民族構成（2003年）
  - モンテネグロ人 - 50.65%
  - セルビア人 - 44.77%

## みどころ
コラシンはモンテネグロの山岳観光の中心地の一つである。ザブリャクはより魅力的な目的地と考えられるが、コラシンは道路や鉄道でよりアクセスし易くなっている。コラシンはビイェラシツァ山 (en) とシニャイェヴィナ山 (en) の麓に位置しスキーを楽しむのには良い環境である。またコラシンは標高954mに位置し空気も良い。ビオグラデシュカ国立公園 (en) は町の周辺部に位置し、上質な観光地となっている。

## 交通
コラシンにはアドリア海沿岸部とポドゴリツァ、モンテネグロ北部、セルビア等を結ぶ欧州自動車道路65、80号線（E65, E80）が通っている。また、ベオグラード＝バール鉄道の駅がある。ポドゴリツァ空港からは80km離れている。